# Boróka Táncegyüttes
A Barcsi Móricz Zsigmond Általános Művelődési Központ Boróka Táncegyüttese 1976-ban alakult Csikár József és Gyurókovics Tiborné vezetésével. Az együttes műsorán a hazai táj Somogyország folklórjából készült koreográfiák mellett, arányosan szerepelnek a magyar nyelvterület tájainak színei. Munkájuk elismeréseként 1982-ben a Népművészeti Intézet Nívódíját nyerték el, 1985-ben Kiváló Együttes kitüntetést, 1996-ban pedig Somogy megye Közművelődési Díját és Barcs Városért kitüntetést kaptak. Több alkalommal eredményesen vetek részt országos minősítésen.
Hazai és külföldi fesztiválokon szerepeltek sikeresen. Felléptek Bulgáriában, Lengyelországban, Németországban, Olaszországban, Finnországban, Erdélyben, Horvátországban és Bosznia-Hercegovinában.